# Orłan-3
Orłan-3 (ros. Орлан-3) – rosyjski dron przeznaczony do obserwacji.

## Historia
Prace nad dronem prowadziło Specjalne Centrum Technologiczne (ros. ООО „Специальный технологический центр”) z Sankt Petersburga, jego oblotu dokonano w 2010 r. Maszyna została opracowana jako nośnik systemów przeznaczonych do wykonywania zdjęć lotniczych i filmowania. Wyposażenie drona jest zabudowane w szybko wymiennych modułach, które można montować na pokładzie maszyny dostosowując ją do konkretnego zadania. W jej konstrukcji zastosowano materiały kompozytowe, które obniżają masę własną drona i wydłużają jego żywotność. Lot i działanie przenoszonego sprzętu jest kontrolowane za pomocą Systemu Automatycznego Sterowania APS 2.2 (ros. Система Автоматического Управления АПС 2.2). Dane zarejestrowane podczas lotu (zdjęcia, obrazy wideo, współrzędne) są następnie opracowywane z wykorzystaniem oprogramowania TopoAksis (ros. ТопоАксис).
Dron może być używany w trudnych warunkach atmosferycznych – przy prędkości wiatru do 10 m/s i w temperaturach od -30 °C do +40 °C. Start odbywa się z przenośnej katapulty pneumatycznej a lądowanie z wykorzystaniem spadochronu. Do jego obsługi przewidziano naziemne stanowisko kontroli lotu, które może nadzorować pracę czterech jednostek Orłan-3. Dron może działać również jako repeater umożliwiający kontrolę lotu innych bezzałogowców znajdujących się w dużej odległości od naziemnego stanowiska kontroli lotu. Jako przenoszone wyposażenie mogą być użyte aparaty cyfrowe Casio Exilim w wersjach: EX-Z8, EX-Z 1080, EX-Z 1200 oraz Canon Ixus 990. Ponadto na jego pokładzie mogą być montowane kamery wideo Flir Photon w wersjach: 320, 640 oraz BHV-558 EX.
W ramach prac rozwojowych konstruktorzy opracowali ulepszoną wersję drona mającą oznaczenie Orłan-3M. W odróżnieniu od pierwowzoru do 100 km wzrósł zasięg maszyny, a czas lotu został wydłużony do trzech godzin. Zmodyfikowany Orłan może przenosić do 1,8 kg ładunku użytecznego, a jego masa startowa wzrosła do 7 kg.